# Дворец Гурецких
Дворе́ц Гуре́цких (лит. Gureckių rūmai) — трёхэтажный дворец в стиле раннего классицизма в Старом городе Вильнюса на стыке улицы Гаоно и Доминикону (Dominikonų g. 15 / Gaono g. 1). Располагается в густо застроенном квартале, ограниченном с северо-запада улицей Доминикону, с востока — улицей Гаоно. Угол дворца на стыке улиц подчёркивает невысокая овальная башенка. С другой стороны дворец примыкает к дворцу Завишей. Главный северо-западный фасад несколько выгнут вдоль улицы Доминикону. Здание хорошо видно с улиц Университето и Швянто Йоно. Его относят к числу наиболее характерных на улице. Комплекс зданий дворца охраняется государством; код в Регистре культурных ценностей Литовской Республики 282 . В настоящее время жилой дом, в котором располагаются также галерея Тамошайтисов „Židinys“ и некоторые учреждения.

## История

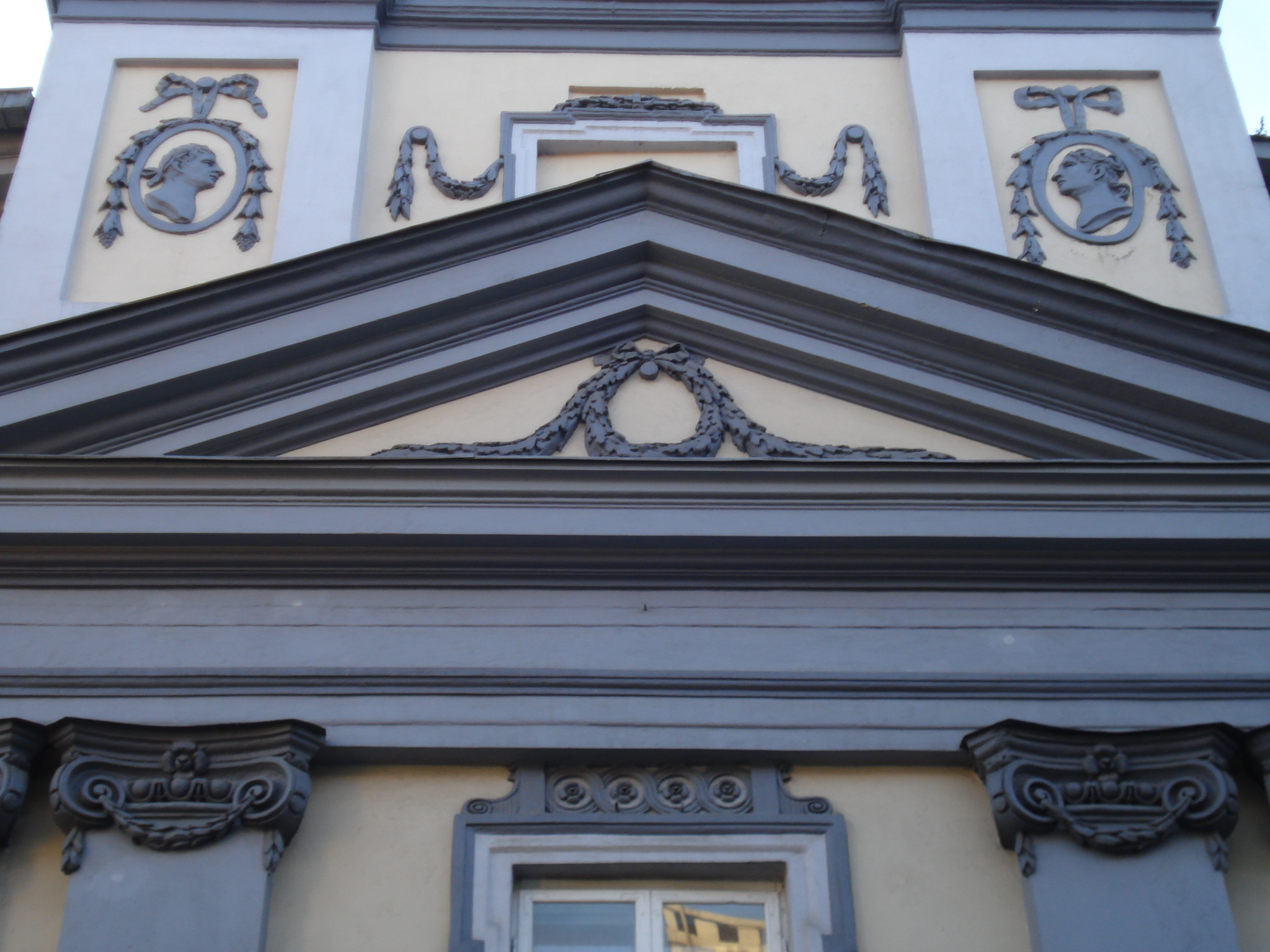
Фронтон дворца Гурецких

Ранее на этом месте стоял двухэтажный готический дом, построенный уже в конце XV века или в начале XVI века (предполагается, что на средства Винцентовича). Дом стоял концом к улице Доминиканской, боком — вдоль нынешней улицы Гаоно. В середине XVI века дом принадлежал Стрыйковскому  (по другим сведениям, — Стройновскому). В 1603 году здание приобрёл Теодор Ляцкий и расширил его в южном и западном направлении, вдоль улиц. В 1649 году здание у Самуэля Ляцкого купила Академия и университет виленский общества Иисуса. В первой половине XVIII века был перестроен главный корпус и построен новый западный корпус. Академия и университет виленский сдавал в наём однокомнатные квартиры с кухней и кладовкой мелким ремесленникам. 

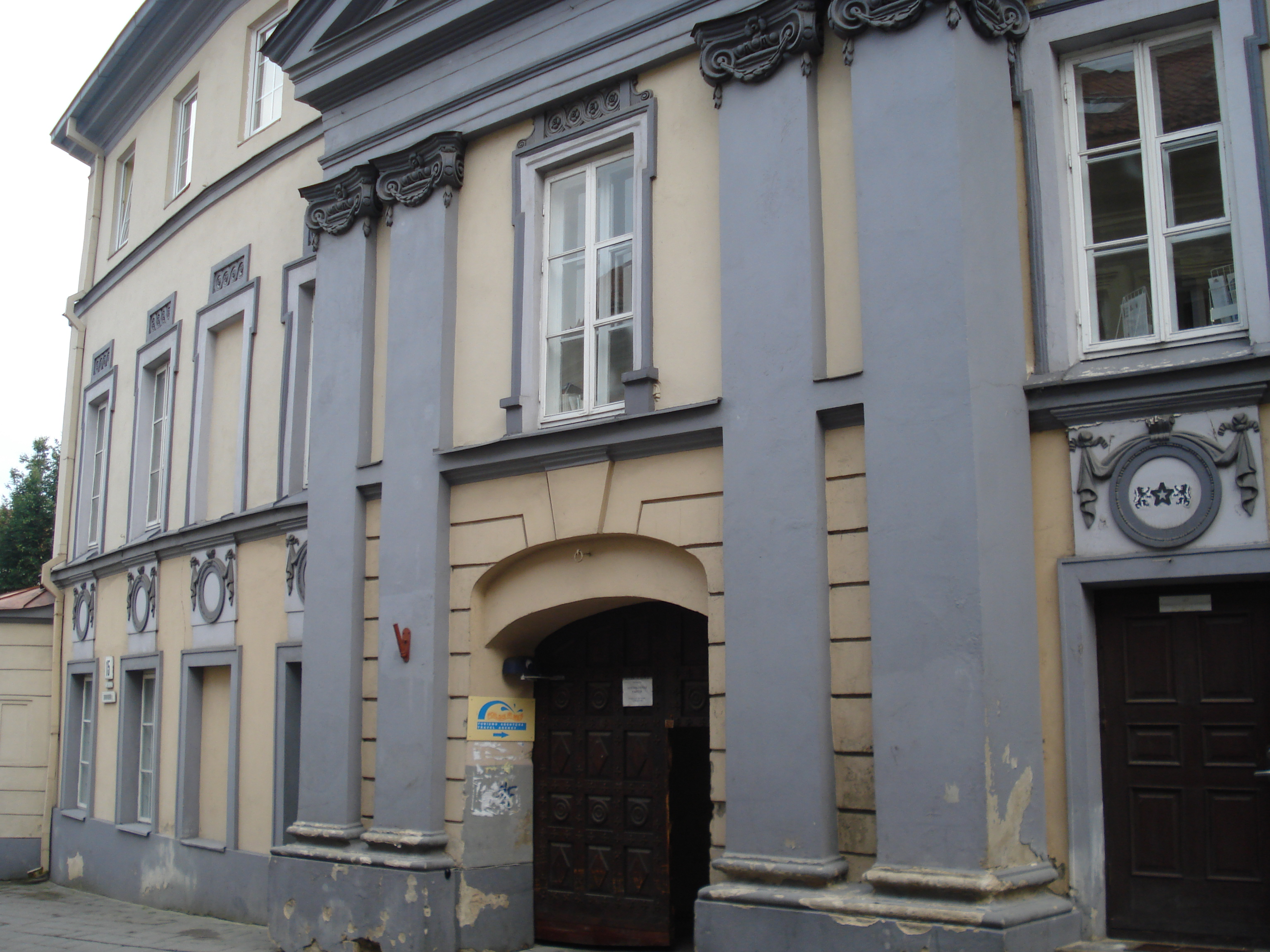
Центральная часть главного фасада

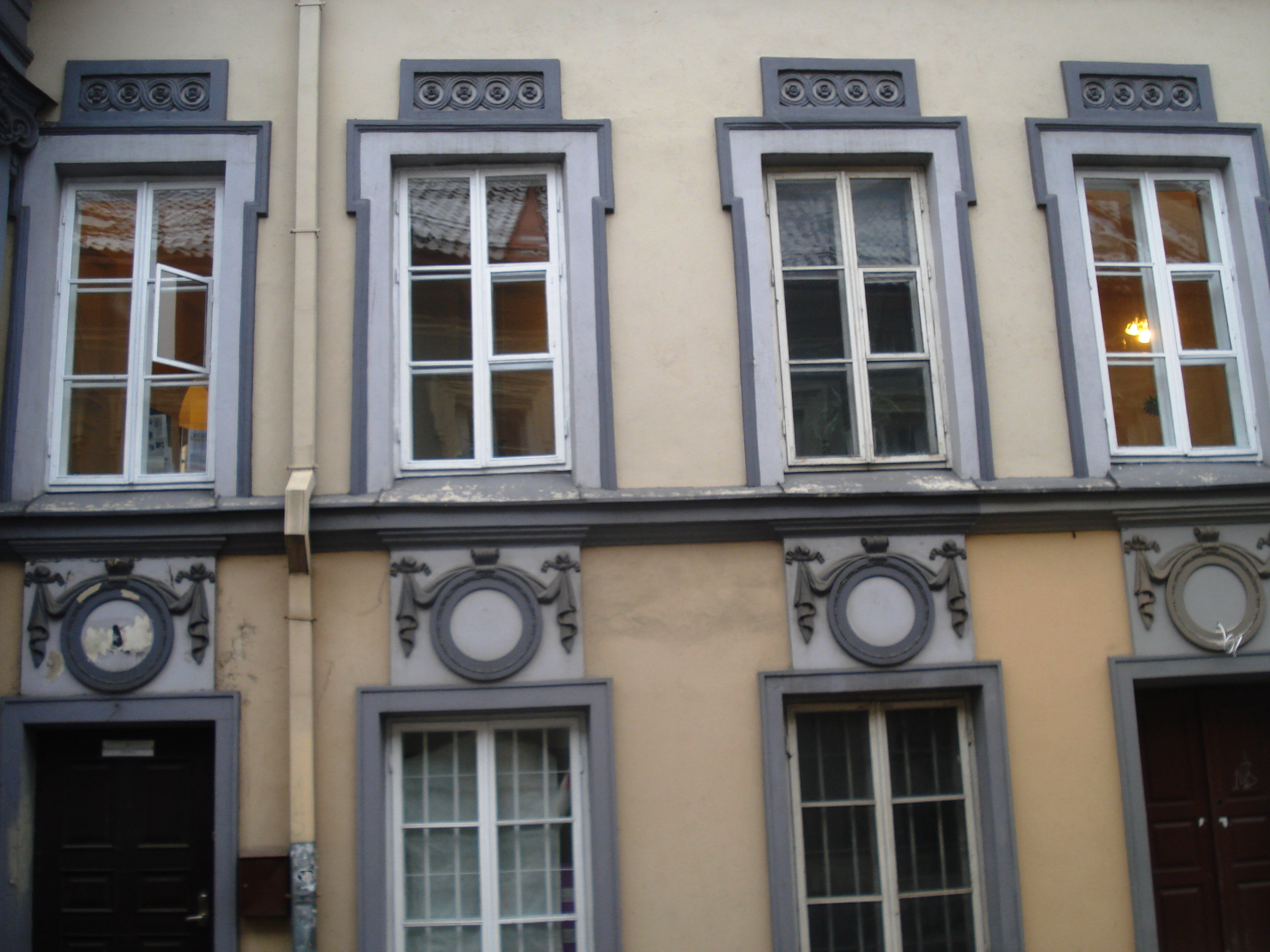
Декор главного фасада

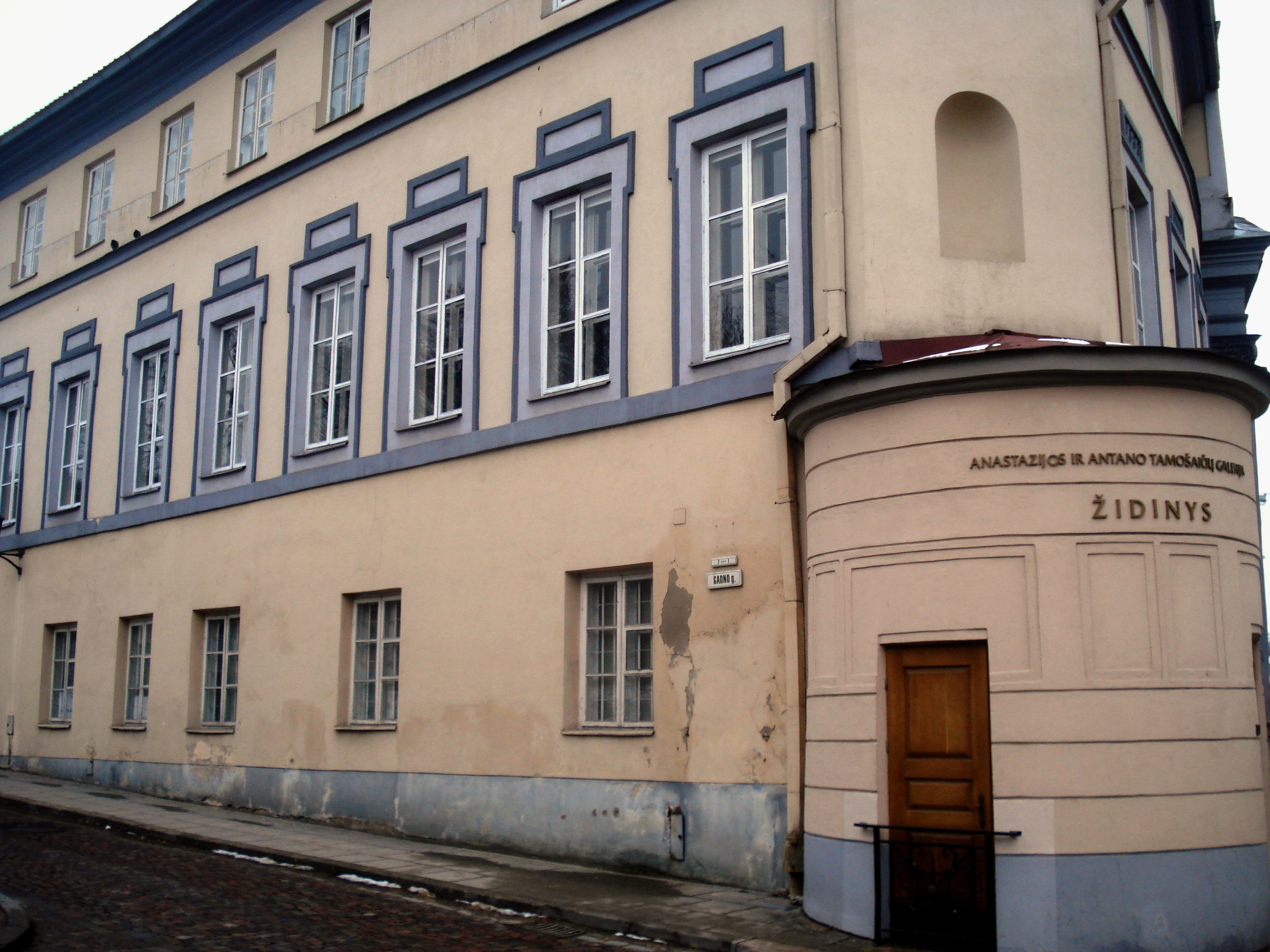
Фасад улицы Гаоно

Здание пострадало от пожара 1748 года, однако было отстроено и значится в документах 1773 года приведённым в порядок. К этому времени здание было двухэтажным, с закрытым двором у улицы Доминиканской и вторым открытым двором у улицы Гаоно. 
В 1775—1790 годах здание принадлежало гродненскому регенту Валентину Гурецкому. По его распоряжению и на его средства был выстроен двухэтажный южный корпус, замкнувший двор с южной стороны, а над остальными корпусами был надстроен третий этаж. К главному фасаду была пристроена имитация портика в стиле классицизма.  В 1790 году здание именуется дворцом Гурецого (Pałac Góreckiego). 
В конце XVIII века в здании располагалось около десятка различных магазинов. С 1806 года дворец принадлежал Мейеру, после смерти которого в 1817 году был унаследован сыновьями, в том числе и участником восстания 1831 года Фридриху Мейеру. 
В 1909 году был составлен план реконструкции, осуществленный лишь отчасти: оборудованы большие витрины первого этажа, частично перестроены внутренние пространства, причём были разобраны некоторые капитальные стены, к угловой башенке (аналогичная башенка была у стоявшего до 1950 года дома напротив по улице Швянто Йоно) был пристроен второй деревянный этаж (разобран перед Второй мировой войной).  С фасада дома были сбиты орнаменты, гербы и другие элементы декора. В реконструированном здании в 1910 году обосновалась редакция газеты „Goniec Codzienny“. 
До 1984 года в здании размещались жилые квартиры, продуктовый магазин, дворец культуры работников связи. В 1985 году была проведена реконструкция по проекту архитектора Аудрониса Катилюса. 
После реконструкции на первом этаже главного корпуса у улицы Доминикону расположился магазин подарков и сувениров „Dovanos“, на втором этаже — производственные помещения швейного предприятия „Ramūnė“, на третьем этаже — квартиры. В 1994 году цех „Ramūnė“ и магазин из этого здания были выселены. 
В настоящее время жилой дом, а также галерея „Židinys“. Галерею создал коллекционер и популяризатор литовского текстиля Антанас Тамошайтис. В галерее хранятся собранные Тамошайтисом коллекции литовских народных тканей, поясов, одежды XIX — первой половины XX века, ковры и гобелены, а также произведения живописи и графики Антанаса Тамошайтиса и его жены Анастазии Тамошайтене, ценная библиотека изданий по искусству. 

## Архитектура

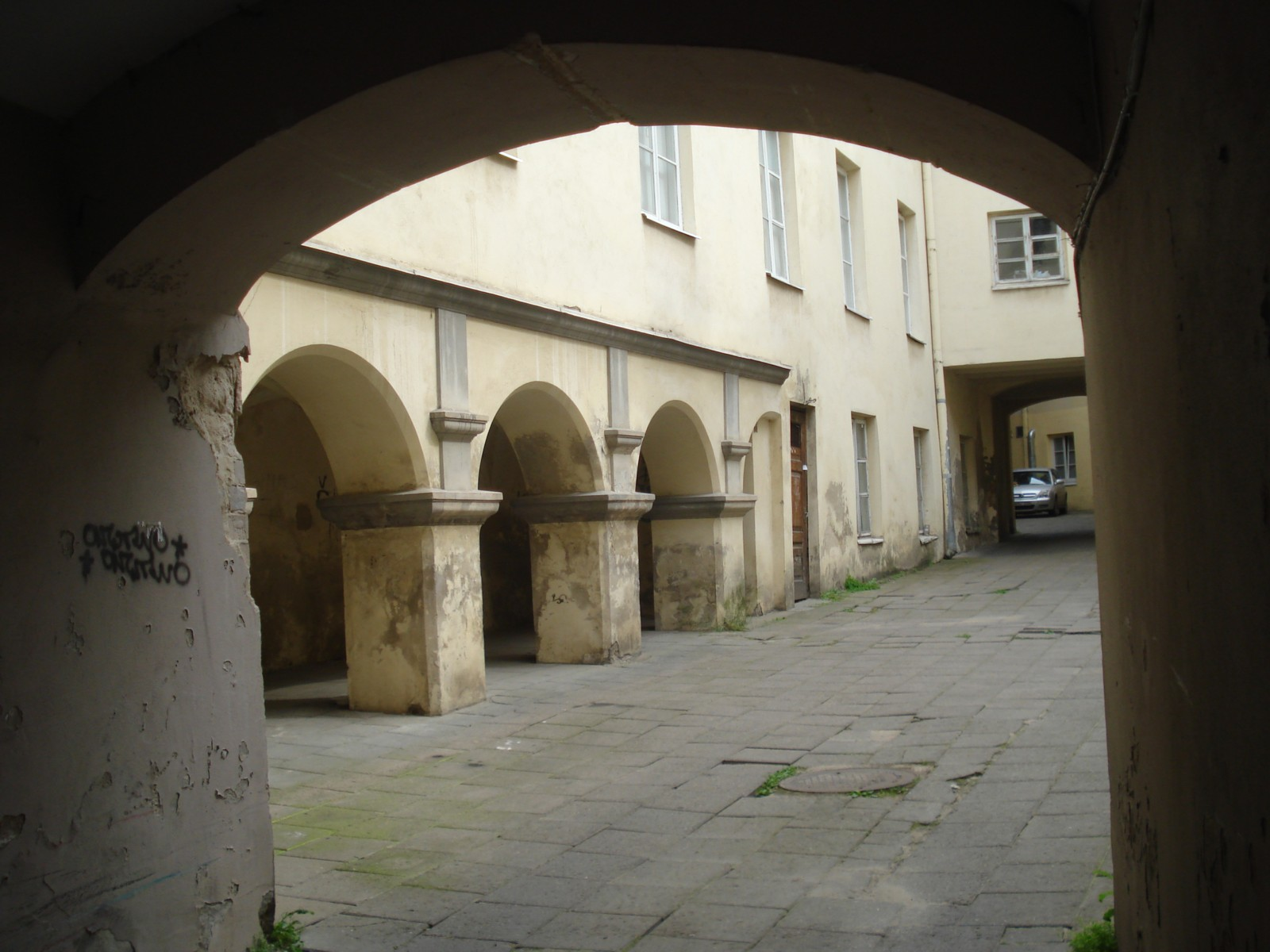
Аркада в северном дворе

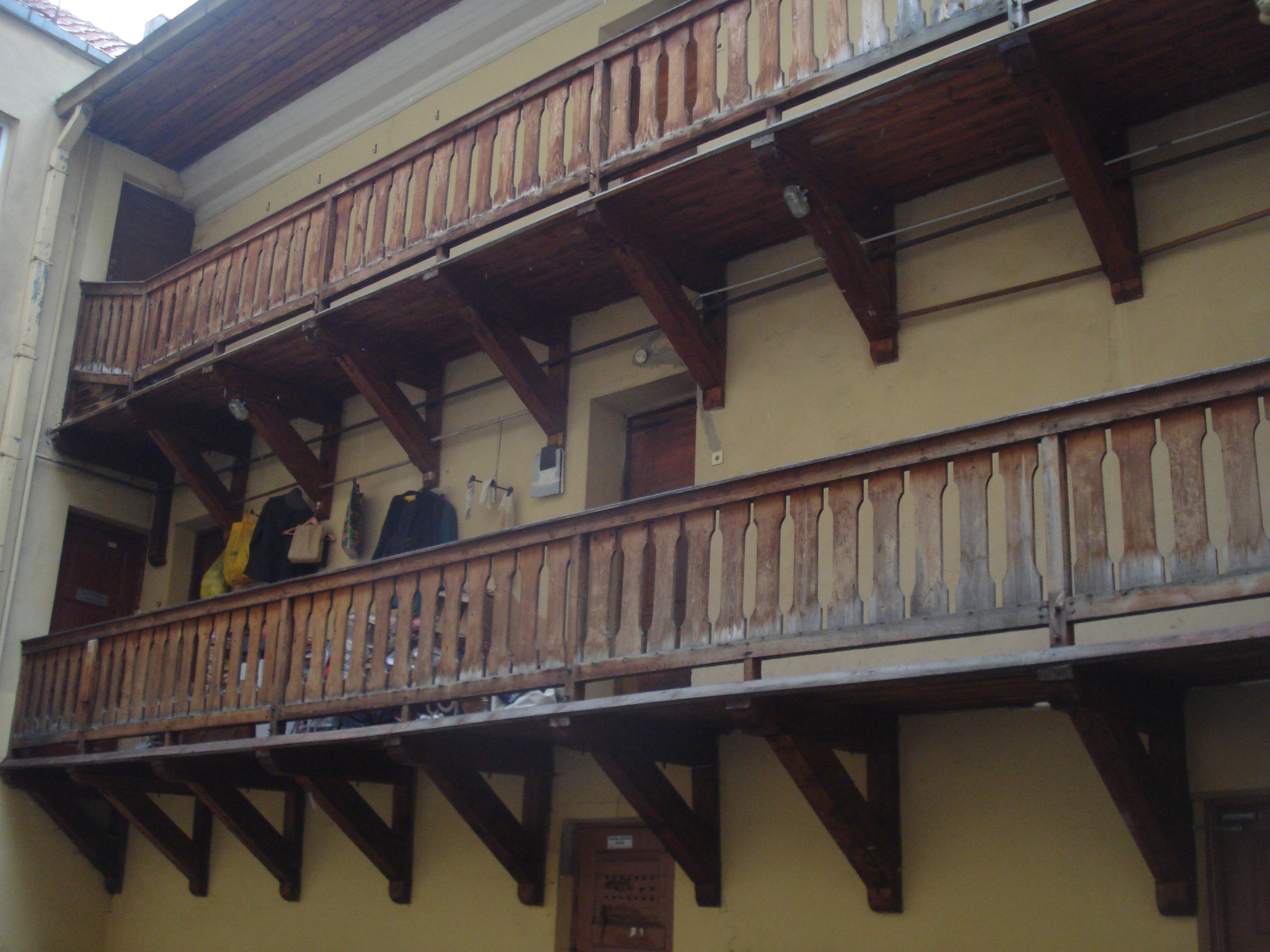
Галерея в южном дворе

Дворец сложного плана образуют пять соединённых корпусов, расположенных вокруг двух дворов. Главный, восточный и западный корпуса окружают треугольный северный двор, восточный корпус, примыкающий к соседним домам, и юго-восточный вдоль улицы Гаоно замыкают двор неправильной формы в южной части комплекса. Дворец в три этажа. Стены сложены из кирпича (сохранились фрагменты готической кладки) и покрыты штукатуркой. Крыша крыта черепицей. 
Овальная башенка на углу играла роль контрфорса, а во время войн использовалась для обороны. Башенка и арка въезда отделаны рустом. 
Главный фасад асимметричной композиции в стиле раннего классицизма. К востоку от центра фасада сдвинута имитация портика с двумя парами пилястров с ионическими капителями. Над треугольным фронтоном с вплетённым в его тимпан барельефным венком выступает аттик. На аттике расположены два больших лепных медальона с барельефами мужского и женского профилей. Капители, тимпан фронтона, аттик и стены первого этажа украшают гирлянды с растительными мотивами и лепные венки. Окна второго этажа украшены обрамлением со спиральными орнаментами в верхней части. 
В отделке фасада вдоль улицы Гаоно использованы элементы главного фасада — полосы, отделяющие этажи, обрамление окон второго этажа (без лепного декора в виде спиралей), карнизы. 
В фасаде восточного корпуса, выходящего в северный двор, имеется аркада четырёх сегментных арок. Вдоль второго этажа одного из фасадов южного двора идёт характерная для дворов Старого города деревянная галерея. Дворы соединяются арочным проездом